# Eldorado (альбом Electric Light Orchestra)
Eldorado (подзаголовок: A Symphony by the Electric Light Orchestra) — четвёртый студийный альбом британской группы Electric Light Orchestra, вышедший в США в сентябре 1974 года лейблом United Artists Records и в Великобритании в октябре того же года лейблом Warner Records. Альбом был ремастирован и переиздан в 2001 году с добавлением двух бонус-треков.

## Об альбоме
Это первый концептуальный альбом группы и первый альбом, в котором играет приглашённый оркестр. Eldorado был весьма положительно оценён профессиональными критиками. По словам музыкального критика Брюса Эдера, в этом альбоме Джефф Линн наконец нашёл то звучание, о котором он мечтал со времени основания группы. Эдер также сравнил этот альбом со знаменитым Sgt. Pepper’s Lonely Hearts Club Band The Beatles. Вскоре после выхода альбом получил статус золотого в США, но на родине музыкантов, в Великобритании, так и не достиг значительного успеха.
Все песни написаны Джеффом Линном, ему же принадлежит концепция альбома, в основе которой находится выдуманный персонаж, который путешествует в миры фантазии через сны, чтобы избежать разочарования своей реальной жизни, подобно Уолтеру Митти, выдуманному Джеймсом Тёрбером. Обложка альбома взята из фильма «Волшебник страны Оз», на ней изображены туфельки Дороти и руки Злой Колдуньи, пытающейся снять их с ножек Дороти. Бив Бивэн написал в своей книге: «В Лос-Анджелесе художник работал над обложкой около двух месяцев, и однажды утром я услышал по телефону очень возбуждённый голос Шэрон Осборн: „Я только что видела обложку, она самая лучшая“».
Альбом Eldorado породил два сингла. Первый сингл «Can’t Get It Out of My Head» (с композицией «Illusions in G Major» на второй стороне), выпущенный в ноябре 1974 года в США, стал первым хитом Electric Light Orchestra, попавшим в Billboard Hot 100 (занял 9-ю позицию). Позднее композиция «Can’t Get It Out of My Head» стала одной из самых известных и узнаваемых песен группы и включалась почти во все альбомы-сборники.
Альбом занял 43-е место в списке «50 величайших прог-рок-альбомов всех времён» журнала Rolling Stone.

## Композиции
Слова и музыка всех песен — написаны Джеффом Линном.
| №  | Название                      | Длительность |
| -- | ----------------------------- | ------------ |
| 1. | «Eldorado Overture»           | 2:12         |
| 2. | «Can’t Get It Out of My Head» | 4:26         |
| 3. | «Boy Blue»                    | 5:17         |
| 4. | «Laredo Tornado»              | 5:26         |
| 5. | «Poor Boy (The Greenwood)»    | 2:56         |

| №                   | Название               | Длительность |
| ------------------- | ---------------------- | ------------ |
| 1.                  | «Mister Kingdom»       | 5:50         |
| 2.                  | «Nobody’s Child»       | 3:40         |
| 3.                  | «Illusions in G Major» | 2:36         |
| 4.                  | «Eldorado»             | 5:20         |
| 5.                  | «Eldorado Finale»      | 1:20         |
| Общая длительность: | Общая длительность:    | 39:03        |

| №  | Название                       | Длительность |
| -- | ------------------------------ | ------------ |
| 1. | «Eldorado Instrumental Medley» | 7:56         |
| 2. | «Dark City»                    | 0:46         |

## Участники записи
Музыканты:
- Джефф Линн — ведущий вокал, бэк-вокал, гитары, синтезатор Муга, оркестровки
- Бив Бивэн — ударные, перкуссия
- Ричард Тэнди — фортепиано, синтезатор, клавикорд, гитара, бэк-вокал, оркестровки
- Майк де Альбукерке — бас-гитара, бэк-вокал
- Майк Эдвардс[англ.] — виолончель
- Мик Камински — скрипка (песни 1-4)
- Хью Макдауэлл[англ.] — виолончель

Дополнительно:
- Питер Форбс-Робертсон[англ.] — голос
- Луи Кларк[англ.] — дирижирование и оркестровки
- Аль Квальери — продюсер переиздания 2001 года

## Позиции в хит-парадах
Годовые чарты:
| Хит-парад (1974)                   | Позиция |
| ---------------------------------- | ------- |
| Канада (RPM Year-End)              | 62      |
| Хит-парад (1975)                   | Позиция |
| Канада (RPM Year-End)              | 49      |
| США (Billboard Top Popular Albums) | 30      |